# Roan
Roan är en by i Åfjords kommun, Trøndelag fylke, Norge.
Byn har tidigare utgjort centralort i dåvarande Bjørnørs kommun och därefter i dåvarande Roans kommun.